# Европско првенство у одбојци за жене 1950.
Европско првенство у одбојци за жене 1950. је било 2. по реду Европско првенство које се од 14. до 22. октобра одржавало у Бугарској. Титулу је одбранила репрезентација СССР-а.

## Учесници
На Европском првенству је учествовало 6 репрезентација.
- -  Бугарска
  -  Чехословачка
  -  Мађарска
  -  Совјетски Савез
  -  Румунија
  -  Пољска

## Бергеров систем

### Група
| Бр | Репрезентација  | Утакмице | Утакмице | Утакмице | Сетови | Сетови   | Сетови       | Поени      | Поени      | Поени         | Бодови |
| Бр | Репрезентација  | играли   | добили   | изгубили | добили | изгубили | Сет Количник | пос. поени | изг. поени | Поен количник | Бодови |
| -- | --------------- | -------- | -------- | -------- | ------ | -------- | ------------ | ---------- | ---------- | ------------- | ------ |
| 1  | Совјетски Савез | 5        | 5        | 0        | 15     | 0        | МАХ          | 226        | 79         | 2,861         | 10     |
| 2  | Пољска          | 5        | 4        | 1        | 12     | 4        | 3,000        | 220        | 157        | 1,401         | 9      |
| 3  | Чехословачка    | 5        | 3        | 2        | 10     | 6        | 1.667        | 201        | 174        | 1,155         | 8      |
| 4  | Бугарска        | 5        | 2        | 3        | 6      | 11       | 0,545        | 170        | 221        | 0,769         | 7      |
| 5  | Румунија        | 5        | 1        | 4        | 4      | 14       | 0,538        | 166        | 240        | 0,692         | 6      |
| 6  | Мађарска        | 5        | 0        | 5        | 3      | 15       | 0,200        | 153        | 265        | 0,577         | 5      |

| 2° место Пољска | Победник Европског првенства у одбојци за жене 1950. СССР 2° титула | 3° место Чехословачка |